# Hauptstrasse 286
Die Hauptstrasse 286 ist eine Hauptstrasse im Kanton Aargau in der Schweiz. Sie entspricht der alten Hauptstrasse durch die Dörfer im unteren Suhrental und einem Abschnitt der ehemaligen Landstrasse von Aarau nach Luzern. Der Durchgangsverkehr benützt heute die «Suhrentalstrasse» (Teil der Hauptstrasse 24).
Im System der Aargauer Kantonsstrassen ist die Route «K208» benannt. Sie wird auf der ganzen Strecke vom Trasse der Suhrentalbahn (heute AVA) begleitet, die 1901 als elektrische Strassenbahn den Betrieb aufnahm und bis zum Bau eines Eigentrasses zu Beginn des 21. Jahrhunderts auf der Strasse verkehrte.

## Verlauf
Die Hauptstrasse 286 beginnt auf dem Geländesattel am Distelberg (432 m ü. M.) an der südlichen Stadtgrenze von Aarau als Abzweigung von der Hauptstrasse 24, die dort Entfelderstrasse heisst und in den 1970er Jahren als Autobahnzubringer von Aarau und neue Suhrentalstrasse gebaut wurde. Unmittelbar nach der mit Lichtsignalen gesicherten Kreuzung erreicht die Strasse das Gemeindegebiet von Unterentfelden. Sie durchquert die Siedlung in südwestlicher Richtung als «Hauptstrasse». Im Quartier «Oberdorf» erreicht die Strasse den Westrand der Niederung im Suhrental auf der Höhe von 414 m ü. M. und führt gegen Südosten in die Ebene hinaus. Der Strasse folgt die Gemeindegrenze zwischen Unterentfelden und Oberentfelden. Strasse und Bahn führen über die Uerke und danach über Suhrebrücken. Als «Aarauerstrasse» durchquert die Hauptstrasse den Ortskern von Oberentfelden, wo sie auf einer Länge von 150 Metern einen gemeinsamen Verlauf mit der Hauptstrasse 1 hat, die hier von Suhr nach Kölliken die Gemeinde Oberentfelden durchquert.
Zur Entflechtung der Verkehrswege in Oberentfelden wird für das Trasse der AVA ein voraussichtlich bis 2031 dauerndes Tunnelprojekt geplant.
Neben dem Golfplatz Oberentfelden führt die Hauptstrasse weiter gegen Süden und überquert die Suhrentalstrasse (H24) und die Autobahn A1. Danach durchquert sie die Ortschaften Muhen und Hirschthal. Am Nordrand von Schöftland endet sie bei der Kreuzung mit der Hauptstrasse 285, die von Kölliken nach Unterkulm führt.

## Zweigstrecke 286.1
Beim Schloss Schöftland zweigt von der Hauptstrasse 285 die Hauptstrasse 287 ab. An dieser beginnt mit der Brücke über die Ruederche die Strasse 286.1, die als «Luzernerstrasse» und ehemalige Talstrasse an den Sportanlagen Rütimatte und dem öffentlichen Freibad von Schöftland vorbei zur südlichen Kreuzung mit der Hauptstrasse 24 führt.

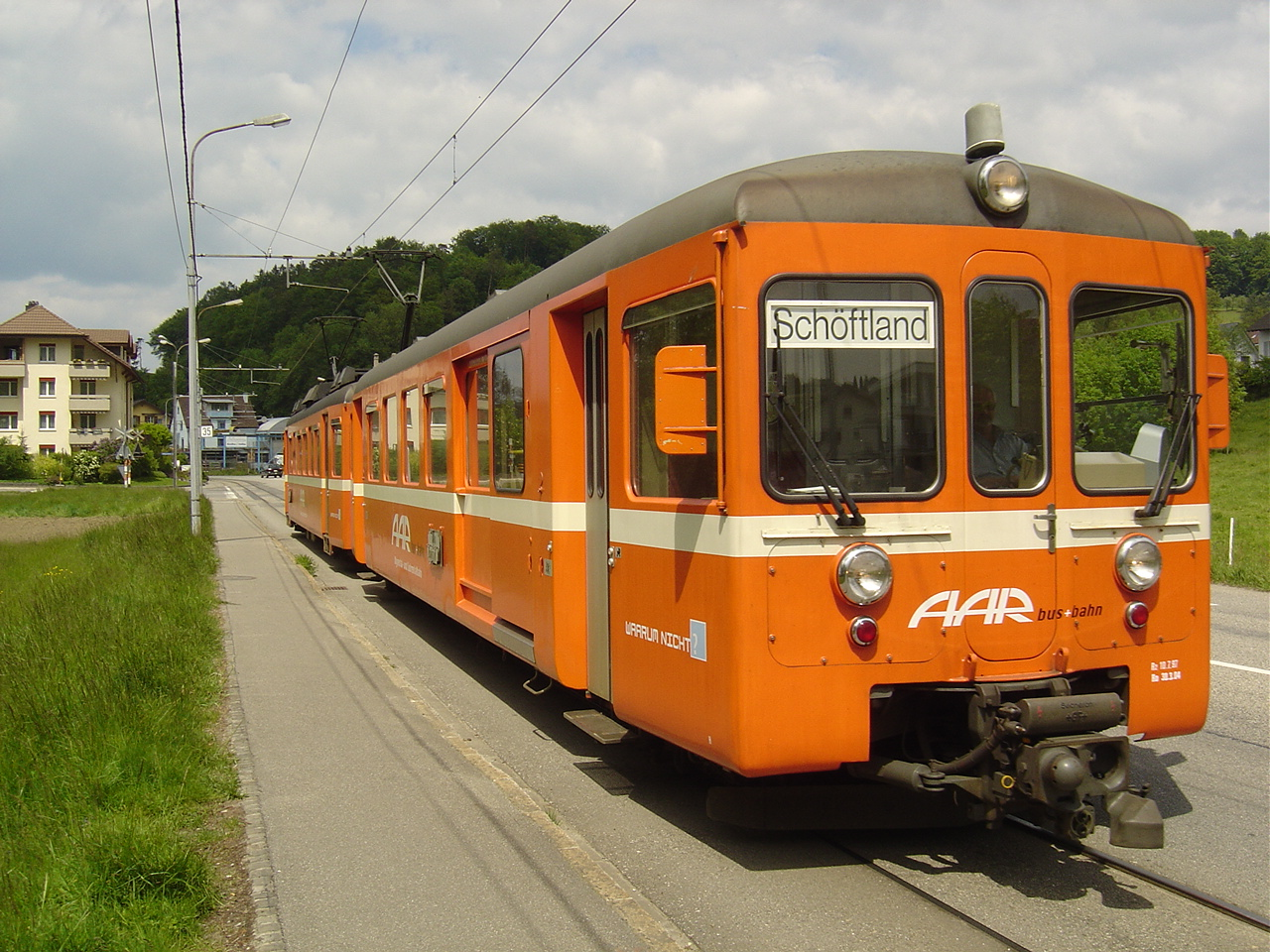
Ehemalige Strassenbahn mit dem alten Trasse auf der Hauptstrasse (2004)
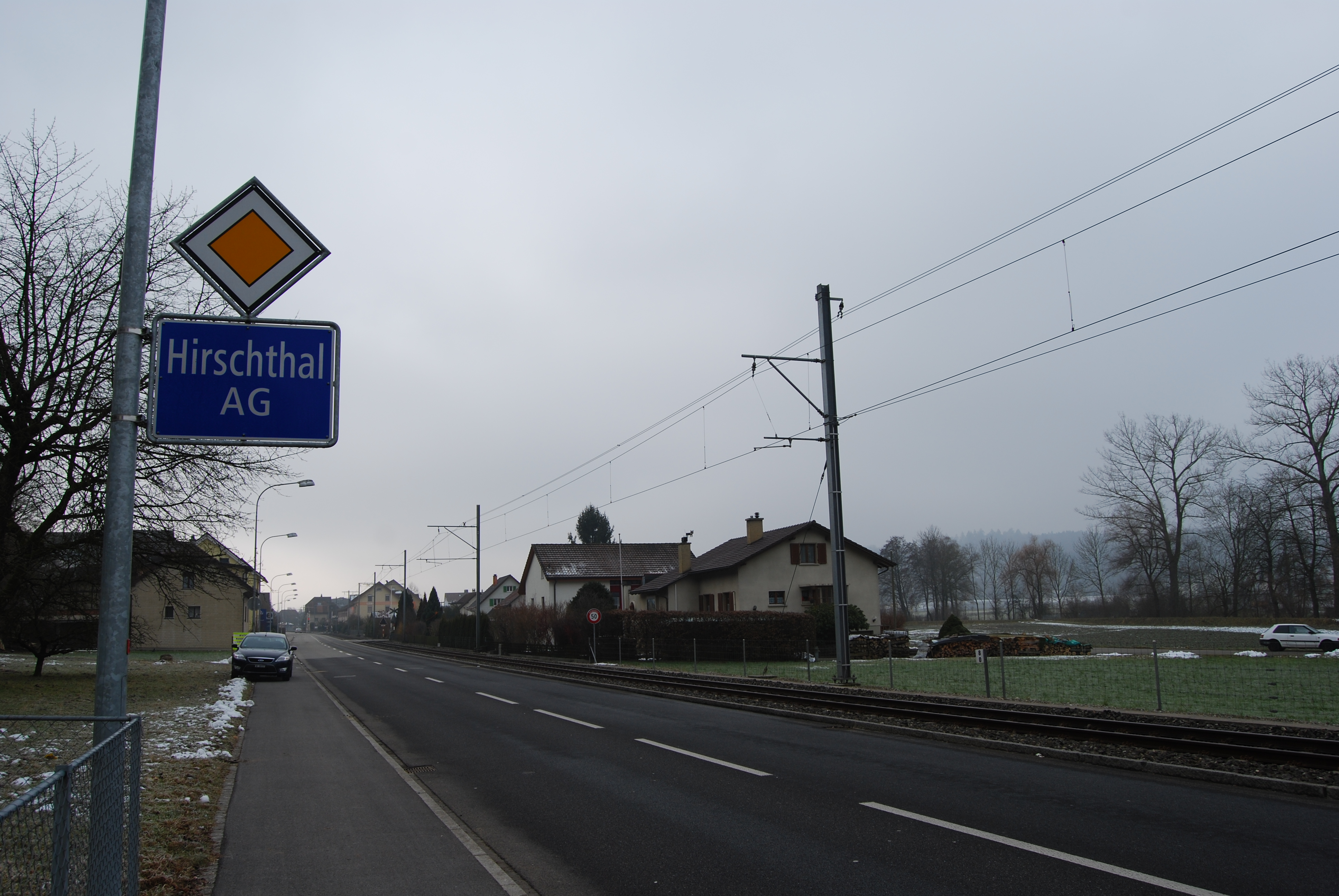
Hirschthal